# The Legendary Pink Dots
The Legendary Pink Dots est un groupe de rock anglo-néerlandais formé en août 1980 à Londres et expatrié en 1984 à Amsterdam. Leur style singulier est un mélange de rock psychédélique planant et d'une musique expérimentale, industrielle ou ambient, à tendance post-punk, new-wave ou synthpop, avec parfois des influences world, jazzy ou prog rock.
Un groupe prolifique et iconoclaste, l'un des plus intéressants et créatifs de la scène musicale anglaise. Il a publié près de 60 albums (sans compter les lives et les best of).

## Membres
Le chanteur/ auteur-compositeur/ claviériste et percussioniste Edward Ka-Spel est le seul membre du groupe présent depuis le début.
Actuellement le groupe est composé de:
- Edward Ka-Spel : chant, claviers, percussions
- Erik Drost : guitares
- Randall Frazier: claviers
- Joep Hendrikx : ingénieur du son en live

## Discographie

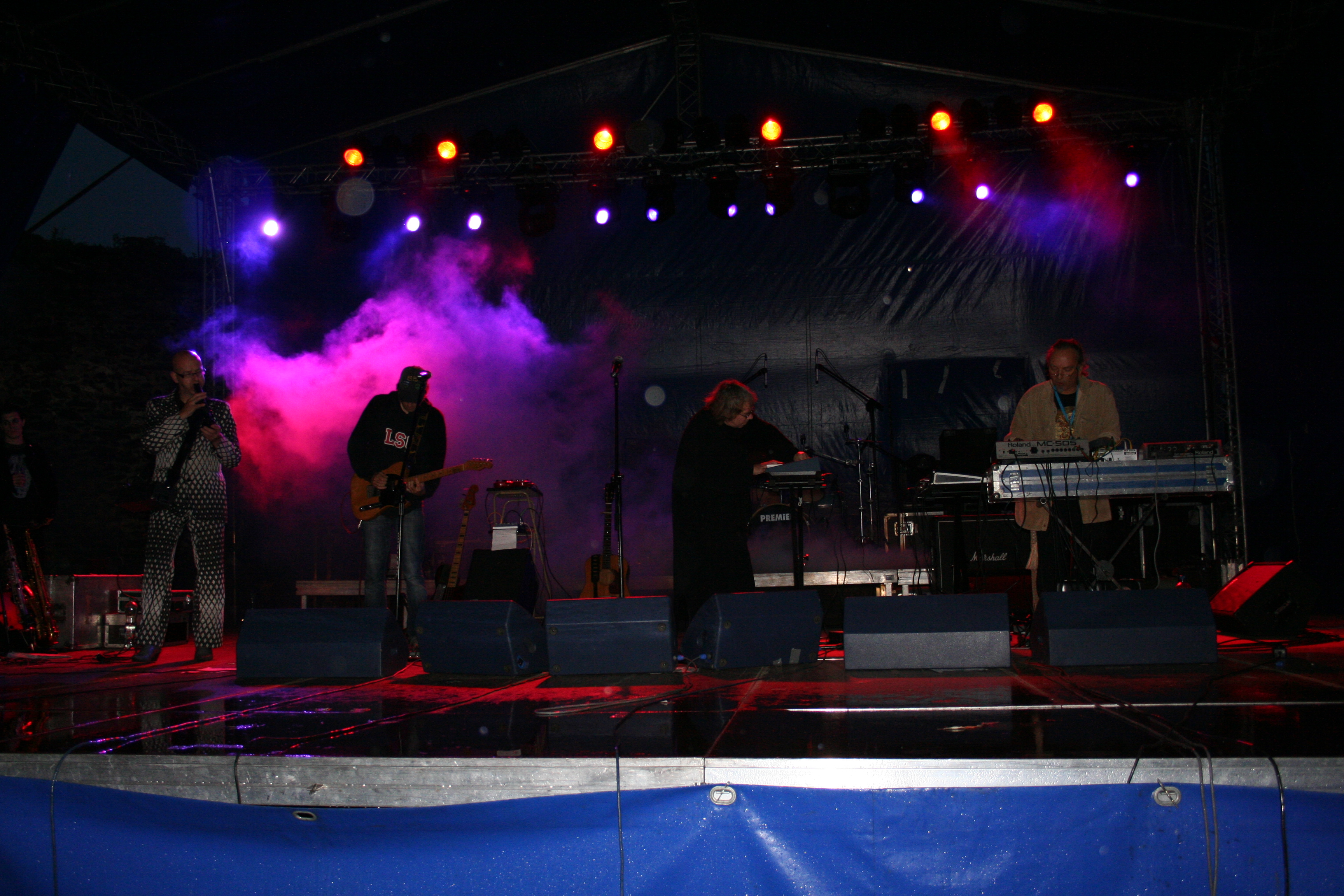
En concert à Bolkow en Pologne le 29 juillet 2007

### Albums studio
- 1981 Only Dreaming
- 1982 Brighter Now
- 1983 Curse
- 1984 The Tower
- 1985 The Lovers
- 1985 Asylum
- 1986 Island of Jewels
- 1988 Any Day Now
- 1989 The Golden Age
- 1990 Four Days
- 1990 The Crushed Velvet Apocalypse
- 1991 The Maria Dimension
- 1992 Shadow Weaver
- 1993 Malachai (Shadow Weaver Part 2)
- 1994 Nine Lives to Wonder
- 1995 From Here You'll Watch the World Go By
- 1997 Hallway of the Gods
- 1998 Nemesis Online
- 2000 A Perfect Mystery
- 2002 All the King's Horses
- 2002 All the King's Men
- 2004 The Whispering Wall
- 2004 Poppy Variations
- 2006 Alchemical Playschool
- 2006 Your Children Placate You from Premature Graves
- 2008 Plutonium Blonde
- 2010 Seconds Late for the Brighton Line
- 2012 The Creature That Tasted Sound
- 2013 Taos Hum
- 2013 The Gethsemane Option
- 2016 Pages of Aquarius
- 2019 Angel in the Detail
- 2022 The Museum of Human Happiness
- 2025 So lonely in heaven

### The Chemical Playschool series
- 1981 Chemical Playschool 1+2
- 1983 Chemical Playschool 3+4
- 1995 Chemical Playschool 8+9
- 1997 Chemical Playschool 10
- 2001 Chemical Playschool 11+12+13
- 2002 Synesthesia (companion release to CP 11+12+13)
- 2012 Chemical Playschool 15
- 2014 Chemical playschool 16+18
- 2016 Chemical playschool 19+20
- 2021 Chemical playschool 21+22
- 2024 Chemical playschool 23+24

### Albums en public
- 1988 Dot-to-Dot
- 1997 Live '85-'88
- 1997 Live 89
- 1999 Live at the Metro
- 2000 Farewell, Milky Way
- 2003 Live in Hildesheim 1991
- 2005 Live in Montpellier
- 2007 Live at Café de la Danse, Paris, 20 December 2007
- 2009 Desmet 04

### Compilations
- 1981 Kleine Krieg
- 1981 Dots on the Eyes
- 1985 Prayer for Aradia
- 1988 Stone Circles (album)|Stone Circles
- 1988 Traumstadt 1
- 1988 Traumstadt 2
- 1988 Traumstadt 3
- 1988 Traumstadt 4
- 1989 Traumstadt 5
- 1989 The Legendary Pink Box
- 1991 Greetings 9+Premonition 11/It's Raining in Heaven (1991/1996)
- 1996 Canta Mientras Puedas
- 1996 Lullabies for the New Dark Ages: The First Four Albums
- 1997 Ancient Daze
- 1997 Under Triple Moons
- 1997 Stained Glass, Soma Fountains
- 1999 Poi Poka Mozhesh
- 2000 A Guide to the Legendary Pink Dots Vol. 1: The Best Ballads
- 2002 El Kaleidoscopio Terminal
- 2003 I Did Not Inhale
- 2003 A Guide to the Legendary Pink Dots Vol. 2: Psychedelic Classics and Rarities
- 2004 Singe Wahrend du Bist
- 2004 Crushed Mementos
- 2007 The Legendary Pink Dots
- 2009 The Maria Sessions
- 2009 Any Day Now - The Secrets

### Singles et EP
- 1982 Atomic Roses
- 1982 Premonition
- 1982 Apparition
- 1982 Basilisk (album)|Basilisk
- 1984 Faces in the Fire
- 1984 The Lovers
- 1986 Curious Guy
- 1988 Under Glass
- 1990 Princess Coldheart
- 1996 Remember Me This Way
- 1997 Sterre
- 1998 Pre-Millenial Single
- 2006 Legacy